# Хребет Эрмана
Э́рмана хребе́т  — горный хребет в Забайкальском крае России и частично Монголии, по правобережью реки Онон. Монгольская часть хребта известна под названием Эрээний-Нуруу. В месте соединения российской и монгольской частей хребта носит название Пограничный Становой хребет.
Длина хребта составляет около 175 км, ширина — до 50 км. Преобладающие высоты — 1100—1400 м, максимальная — 1433 м (гора Токсук). Хребет служит водоразделом между реками Онон (бассейн Тихого океана) и Улдза (бессточный бассейн Торейских озёр).
Хребет сложен гранитами, гнейсами и кристаллическими сланцами. Склоны покрыты лиственничными и сосновыми лесами; на юго-восточном склоне хребта преобладает степная растительность (до высоты 900—1000 м). Основные ландшафты — степи, лесостепи и горная тайга.
Хребет был впервые описан геологами А. Э. Гедройцем и А. П. Герасимовым и назван ими в честь немецкого физика и путешественника Георга Адольфа Эрмана.

## Топографические карты
- Лист карты M-49-XVIII. Масштаб: 1 : 200 000. Указать дату выпуска/состояния местности.